# ブルカ

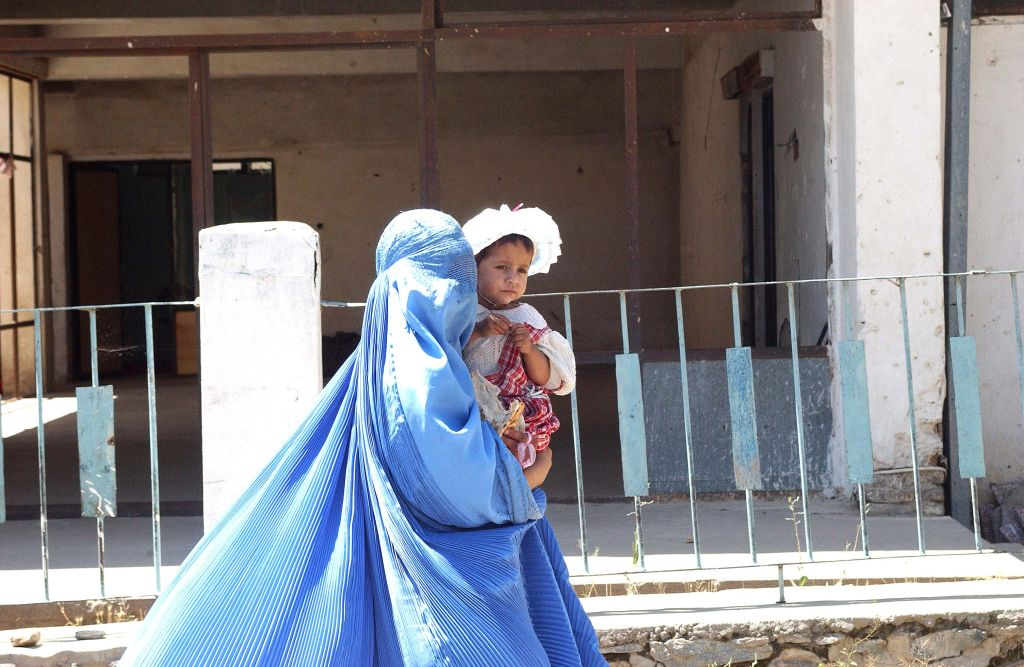
アフガニスタンの女性がブルカをかぶっているところ

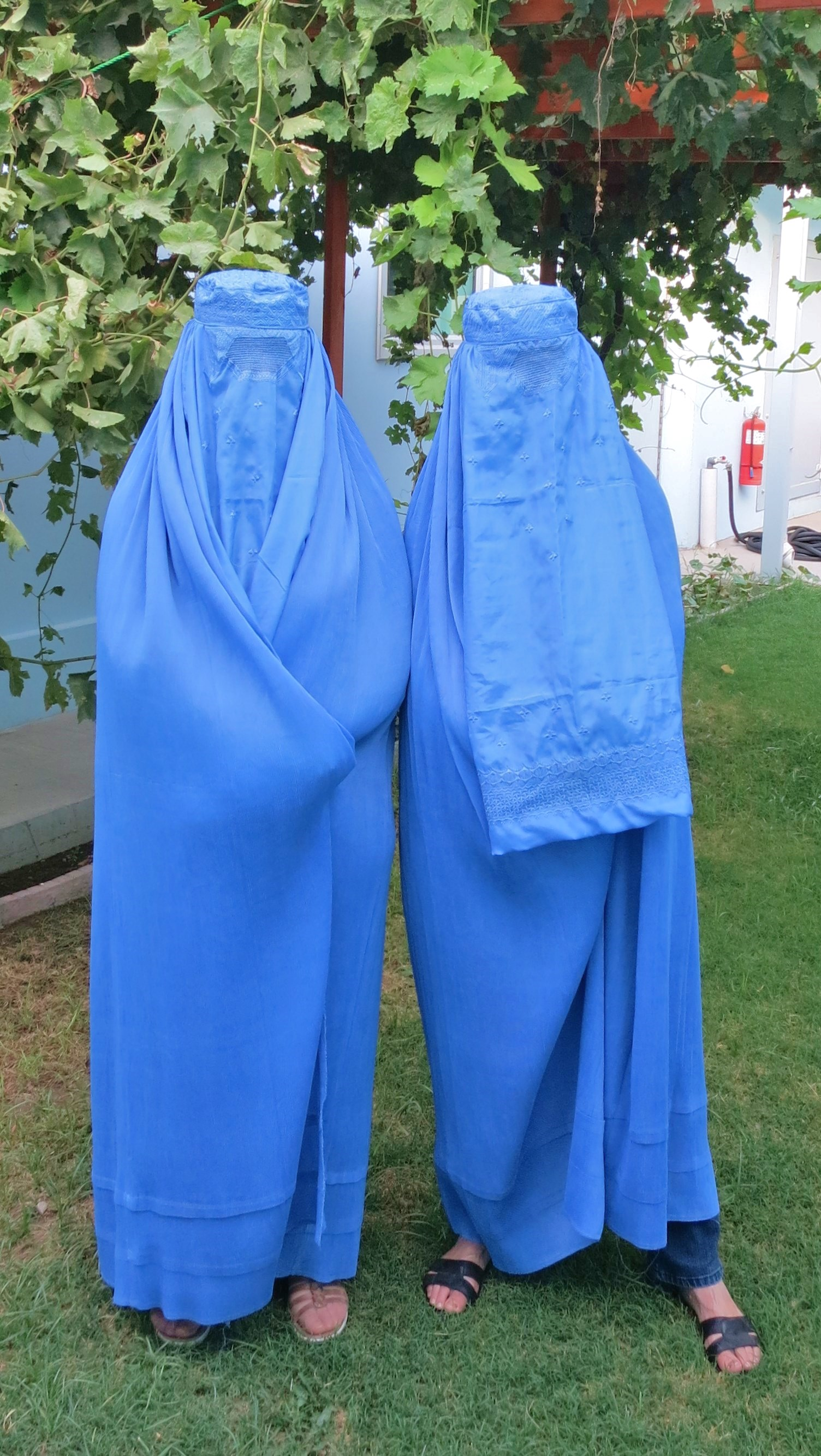
2人のアフガニスタンの女性

ブルカ（アラビア語: برقع Burquʿ; ダリー語: بورقا Bōrqā; چادری Chādo(a)rī）は、伝統的にイスラム世界の都市で用いられた女性用のヴェール（ヒジャブ）の一種である。歴史的にはアラビア半島、エジプトやシリアで用いられた顔の覆いを指すが、現在の日本語の用法は主にアフガニスタンの女性が用いるものをさす。テント状の布で全身を覆いイスラム教徒の女性が肌を他人に見せないようにし、顔の部分のみ網状になっており視覚を確保する。
ブルカの特徴はイランなどで一般的なチャードルがスカーフ状の方形布であり大きさがさまざまであるのに対し、帽子に染色された襞のある絹などの布が縫いつけてあり、テント状の形状であることである。多くはかかとまでの全身を覆う。なおこれは西欧語やダリー語、パシュトー語ではチャードリーと言い、ブルカは本来、チャードリーのうち顔を隠す面紗が全身を覆う布とは別の布で出来ているものを指す。

## 目的
ヒジャブと同様、女性の性的魅力を覆い控えめな見た目にして、性被害を避けることが目的である。イスラームにおける服装規定の根拠であるクルアーンやハディースの解釈で、顔も覆うべきか否かの議論は今もなお行われている。デーオバンド派の聖書釈義によると、顔もベールで覆うべきとされている。

## 欧州移民とブルカ
欧州では脱宗教性、政教分離（ライシテ）の概念、イスラム系移民との軋轢、などの問題を象徴する物となっている。サルコジ大統領は2009年以降、「フランスではブルカを受けいれない」と主張。2010年に政府法案を提出。禁止法案は、学校、一般道路など公共の場でのブルカ着用を全面的に禁止している。信教・表現の自由の侵害だ、などの批判も強く、論議を呼んでいるが、同年7月13日下院では圧倒的多数で可決、同年9月14日上院でも圧倒的多数で可決され、同法は成立した。2011年4月11日、同法が施行された。
ベルギーではブルカとニカブを禁止し、着用する者は罰金または最長7日間の禁錮刑が科される。2011年9月にはオランダで同様の禁止法案が閣議決定されており、2018年8月にはデンマークでも同様に施行。またスペインなども同様に検討している。
ブルガリアでは、愛国戦線が議会で治安対策として、公共の場所でのブルカ着用を禁止する法案を提出し、2016年9月30日に可決した。違反者には、200から1500レバの罰金が科される。また、登録された宗教の礼拝所や職業、文化活動、健康上の理由である場合は、着用が許可される。与党である「ヨーロッパ発展のためのブルガリア市民」は、犯罪の監視を強化する目的だと説明したが、トルコ系の政党は反発して、議会から退場している。
スイスでは、国民党が提案した公共の場所でのブルカとニカブ着用を禁止する法案を2021年3月7日の国民投票で賛成51.2%（1,427,626票）、反対48.8%（1,360,317票）の僅差で可決した。ルツェルン大学の調査では、スイスでニカブを着用している女性は、20人から30人程度とされている。この法案に対し、緑の党とスイス国内のイスラム教団体は性差別や人種差別だと非難している。
自らの意思で着用している女性が圧倒的多数派だとし、女性抑圧との関連性は薄いとの主張も存在する。自らの意思で着用しているムスリムの女性たちは「では、ミニスカートにタンクトップにしたら、女性が解放されるとでもいうのか」と反論している。

## 関連項目

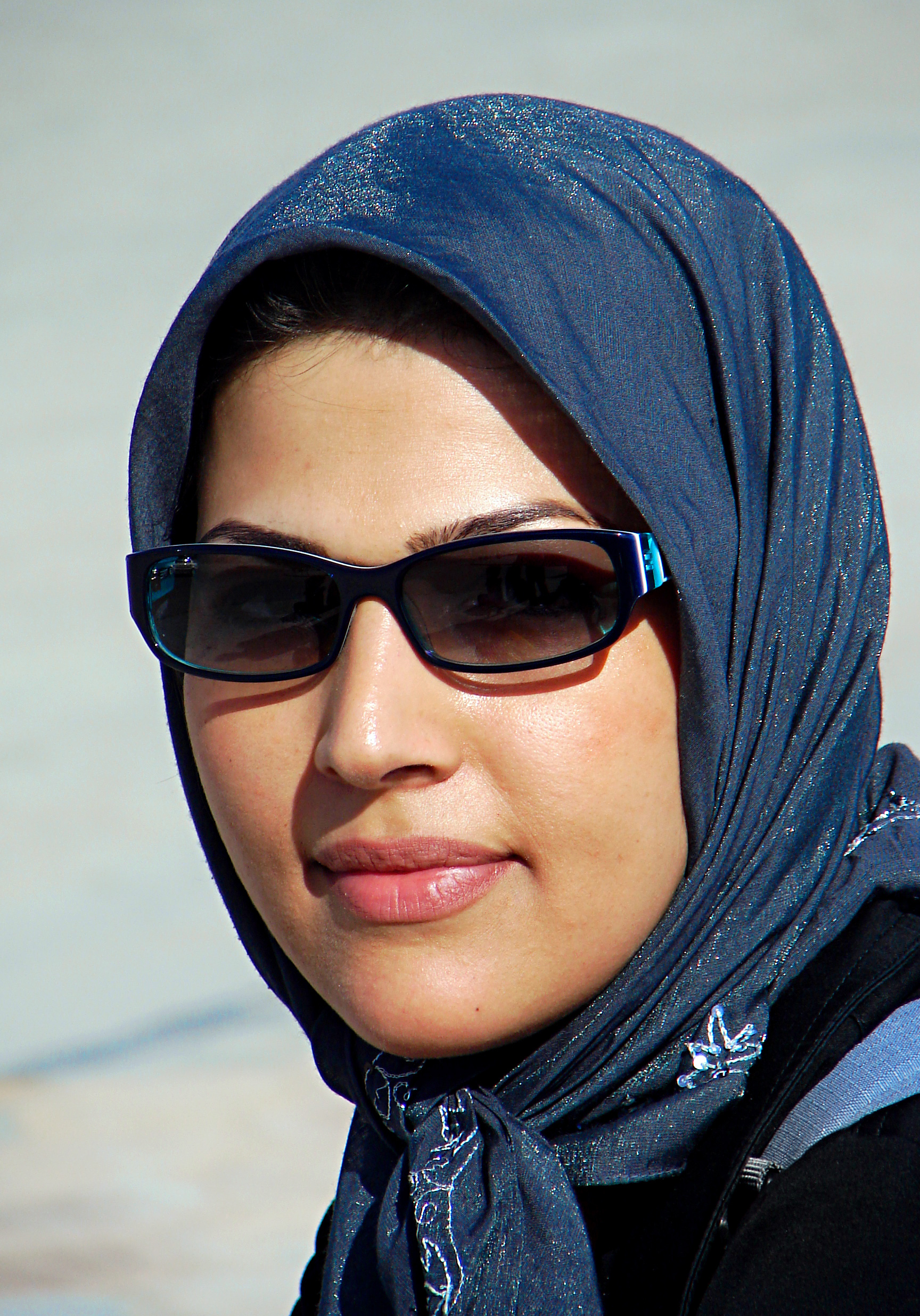
ヒジャブを着用したイエメンの女性